# Valencia Street Circuit

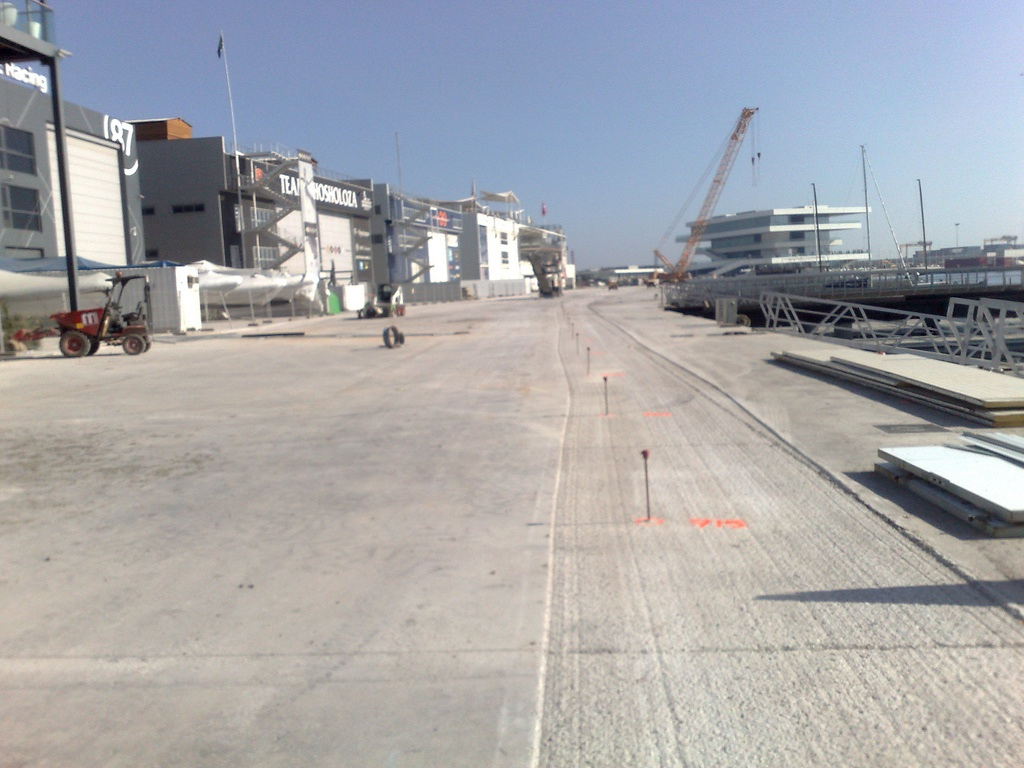
De baan tijdens de bouw

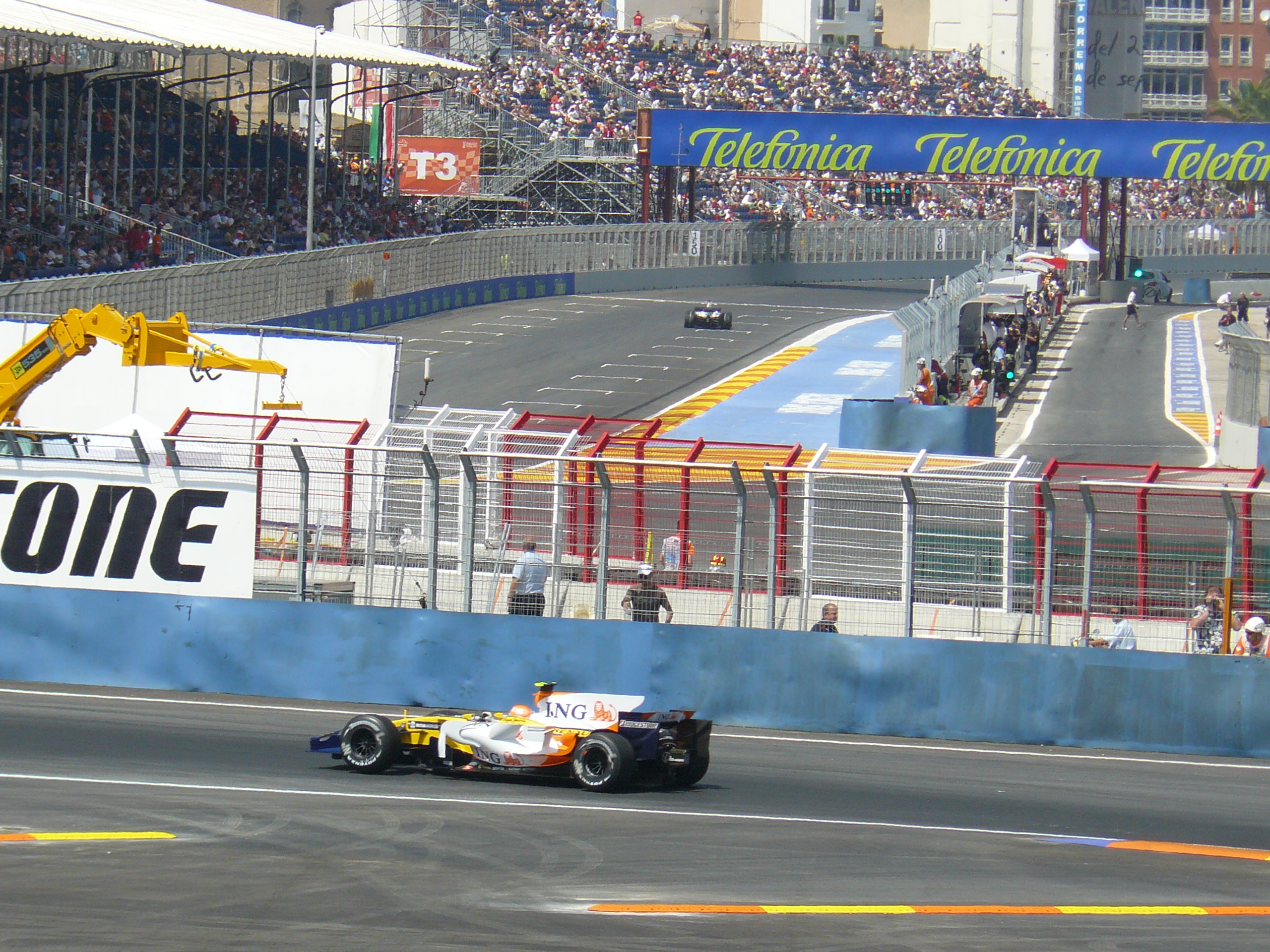
Nelson Piquet jr. in actie tijdens de Grand Prix van Europa 2008, op het Valencia Street Circuit

Het Valencia Street Circuit was een Formule 1 stratencircuit in de stad Valencia in Spanje, waar tussen 2008 en 2012 de Europese Grand Prix Formule 1 gehouden werd onder de naam Grand Prix van Europa Telefónica. De race werd gereden in de haven van Valencia.

## Historie
Er is in 2007 een contract voor zeven jaar getekend. Het contract is gesloten tussen Ecclestone en de Valmor Sport group, die geleid wordt door de voormaliger motorsportrijder Jorge Martinez Aspar en Villarreal voetbalclub's president Fernando Roig.
Het verloop van de officiële baan werd op 19 juli 2007 bekendgemaakt door Valencia's raadslid en transportminister, Mario Flores. De baan is van asfalt, 5,44 km lang en heeft 25 bochten, waarvan 11 rechtsom en 14 linksom.
De baan werd voor het eerst gebruikt in het laatste weekend in juli 2008. Toen werden er het Spaanse Formule 3-kampioenschap en de International GT Open verreden.

## Formule 1
Vanaf 2008 is de Formule 1 actief op dit circuit.
| Jaar | Winnaar            | Constructeur     | Chassis | Bandenmerk    |
| ---- | ------------------ | ---------------- | ------- | ------------- |
| 2012 | Fernando Alonso    | Ferrari          | F2012   | P Pirelli     |
| 2011 | Sebastian Vettel   | Red Bull-Renault | RB7     | P Pirelli     |
| 2010 | Sebastian Vettel   | Red Bull-Renault | RB6     | B Bridgestone |
| 2009 | Rubens Barrichello | Brawn-Mercedes   | BGP 001 | B Bridgestone |
| 2008 | Felipe Massa       | Ferrari          | F2008   | B Bridgestone |